# Lista przewodniczących rządu Hiszpanii

## Królestwo Hiszpanii (1833-1873)
- tymczasowo

| #    | Imię i Nazwisko                               | Portret           | Kadencja             | Kadencja             | Partia polityczna | Partia polityczna              | Rząd |
| #    | Imię i Nazwisko                               | Portret           | Od                   | Do                   | Partia polityczna | Partia polityczna              | Rząd |
| ---- | --------------------------------------------- | ----------------- | -------------------- | -------------------- | ----------------- | ------------------------------ | ---- |
| 1    | Francisco Martínez de la Rosa (1787–1862)     |                   | 15 stycznia 1834     | 7 czerwca 1835       |                   | Partia Umiarkowana             | •    |
| 2    | José María Queipo de Llano (1786–1843)        |                   | 7 czerwca 1835       | 14 września 1835     | •                 | Partia Umiarkowana             |      |
| 3    | Miguel de Álava (1770–1843)                   |                   | 14 września 1835     | 25 września 1835     |                   | Partia Postępowa               | •    |
| −    | Juan Álvarez Mendizábal (1790–1853)           |                   | 25 września 1835     | 15 maja 1836         |                   | Partia Postępowa               | •    |
| 4    | Francisco Javier de Istúriz (1790–1871)       |                   | 15 maja 1836         | 14 sierpnia 1836     |                   | Partia Umiarkowana             | 1    |
| 5    | José María Calatrava (1781–1846)              |                   | 14 sierpnia 1836     | 18 sierpnia 1837     |                   | Partia Postępowa               | •    |
| 6    | Baldomero Espartero (1793–1879)               |                   | 18 sierpnia 1837     | 18 października 1837 | 1                 | Partia Postępowa               |      |
| 7    | Eusebio Bardají Azara (1776–1842)             |                   | 18 października 1837 | 16 grudnia 1837      | •                 | Partia Postępowa               |      |
| 8    | Narciso Heredia (1775–1847)                   |                   | 16 grudnia 1837      | 6 września 1838      |                   | Partia Umiarkowana             | •    |
| 9    | Bernardino Fernández de Velasco (1783–1851)   |                   | 6 września 1838      | 9 grudnia 1838       | •                 | Partia Umiarkowana             |      |
| 10   | Evaristo Pérez de Castro (1778–1848)          |                   | 9 grudnia 1838       | 18 lipca 1840        | •                 | Partia Umiarkowana             |      |
| 11   | Antonio González y González (1792–1876)       |                   | 20 lipca 1840        | 12 sierpnia 1840     |                   | Partia Postępowa               | 1    |
| 12   | Valentín Ferraz (1792–1866)                   |                   | 12 sierpnia 1840     | 28 sierpnia 1840     | •                 | Partia Postępowa               |      |
| −    | Modesto Cortázar (1783–1862)                  |                   | 29 sierpnia 1840     | 11 września 1840     | •                 | Partia Postępowa               |      |
| 13   | Vicente Sancho (1784–1860)                    |                   | 11 września 1840     | 16 września 1840     | •                 | Partia Postępowa               |      |
| (6)  | Baldomero Espartero (1793–1879)               |                   | 16 września 1840     | 10 maja 1841         | 2                 | Partia Postępowa               |      |
| 14   | Joaquín María Ferrer (1777–1861)              |                   | 10 maja 1841         | 20 maja 1841         | •                 | Partia Postępowa               |      |
| (11) | Antonio González y González (1792–1876)       |                   | 20 maja 1841         | 17 czerwca 1842      | 2                 | Partia Postępowa               |      |
| 15   | José Ramón Rodil y Campillo (1789–1853)       |                   | 17 czerwca 1842      | 9 maja 1843          | •                 | Partia Postępowa               |      |
| 16   | Joaquín María López (1798–1855)               |                   | 9 maja 1843          | 19 maja 1843         | 1                 | Partia Postępowa               |      |
| 17   | Álvaro Gómez Becerra (1771–1855)              |                   | 19 maja 1843         | 23 lipca 1843        | •                 | Partia Postępowa               |      |
| (16) | Joaquín María López (1798–1855)               |                   | 23 lipca 1843        | 10 listopada 1843    | 2                 | Partia Postępowa               |      |
| (16) | Joaquín María López (1798–1855)               | 10 listopada 1843 | 20 listopada 1843    | 3                    |                   | Partia Postępowa               |      |
| 18   | Salustiano Olózaga (1805–1873)                |                   | 20 listopada 1843    | 5 grudnia 1843       | •                 | Partia Postępowa               |      |
| 19   | Luis González Bravo (1811–1871)               |                   | 5 grudnia 1843       | 3 maja 1844          |                   | Partia Umiarkowana             | 1    |
| 20   | Ramón María Narváez (1800–1868)               |                   | 3 maja 1844          | 11 lutego 1846       | 1                 | Partia Umiarkowana             |      |
| 21   | Manuel Pando Fernández de Pinedo (1792–1872)  |                   | 11 lutego 1846       | 16 marca 1846        | 1                 | Partia Umiarkowana             |      |
| (20) | Ramón María Narváez (1800–1868)               |                   | 16 marca 1846        | 5 kwietnia 1846      | 2                 | Partia Umiarkowana             |      |
| (4)  | Francisco Javier de Istúriz (1790–1871)       |                   | 5 kwietnia 1846      | 28 stycznia 1847     | 2                 | Partia Umiarkowana             |      |
| 22   | Carlos Martínez de Irujo y McKean (1802–1855) |                   | 28 stycznia 1847     | 28 marca 1847        | •                 | Partia Umiarkowana             |      |
| 23   | Joaquín Francisco Pacheco (1808–1865)         |                   | 28 marca 1847        | 31 sierpnia 1847     | •                 | Partia Umiarkowana             |      |
| 24   | Florencio García Goyena (1783–1855)           |                   | 31 sierpnia 1847     | 4 października 1847  | •                 | Partia Umiarkowana             |      |
| (20) | Ramón María Narváez (1800–1868)               |                   | 4 października 1847  | 19 października 1849 | 3                 | Partia Umiarkowana             |      |
| 25   | Serafín María de Sotto (1793–1862)            |                   | 19 października 1849 | 20 października 1849 | •                 | Partia Umiarkowana             |      |
| (20) | Ramón María Narváez (1800–1868)               |                   | 20 października 1849 | 14 stycznia 1851     | 4                 | Partia Umiarkowana             |      |
| 26   | Juan Bravo Murillo (1803–1873)                |                   | 14 stycznia 1851     | 14 grudnia 1852      | •                 | Partia Umiarkowana             |      |
| 27   | Federico Roncali (1809–1857)                  |                   | 14 grudnia 1852      | 14 kwietnia 1853     | •                 | Partia Umiarkowana             |      |
| 28   | Francisco Lersundi Hormaechea (1817–1874)     |                   | 14 kwietnia 1853     | 19 września 1853     | •                 | Partia Umiarkowana             |      |
| 29   | Luis José Sartorius (1820–1871)               |                   | 19 września 1853     | 17 lipca 1854        | •                 | Partia Umiarkowana             |      |
| 30   | Fernando Fernández de Córdova (1809–1883)     |                   | 17 lipca 1854        | 18 lipca 1854        | •                 | Partia Umiarkowana             |      |
| 31   | Ángel de Saavedra (1791–1865)                 |                   | 18 lipca 1854        | 19 lipca 1854        | •                 | Partia Umiarkowana             |      |
| (6)  | Baldomero Espartero (1793–1879)               |                   | 19 lipca 1854        | 28 listopada 1854    |                   | Partia Postępowa               | 3    |
| (6)  | Baldomero Espartero (1793–1879)               | 28 listopada 1854 | 14 lipca 1856        | 4                    |                   | Partia Postępowa               |      |
| 32   | Leopoldo O'Donnell (1809–1867)                |                   | 14 lipca 1856        | 12 października 1856 |                   | Unia Liberalna                 | 1    |
| (20) | Ramón María Narváez (1800–1868)               |                   | 12 października 1856 | 15 października 1857 |                   | Partia Umiarkowana             | 5    |
| 33   | Francisco Armero Peñaranda (1804–1866)        |                   | 15 października 1857 | 14 stycznia 1858     | •                 | Partia Umiarkowana             |      |
| (4)  | Francisco Javier de Istúriz (1790–1871)       |                   | 14 stycznia 1858     | 30 czerwca 1858      | 3                 | Partia Umiarkowana             |      |
| (32) | Leopoldo O'Donnell (1809–1867)                |                   | 30 czerwca 1858      | 17 stycznia 1863     |                   | Unia Liberalna                 | 2    |
| (32) | Leopoldo O'Donnell (1809–1867)                | 17 stycznia 1863  | 2 marca 1863         | 3                    |                   | Unia Liberalna                 |      |
| (21) | Manuel Pando Fernández de Pinedo (1792–1872)  |                   | 2 marca 1863         | 17 stycznia 1864     |                   | Partia Umiarkowana             | 2    |
| 34   | Lorenzo Arrazola (1795–1873)                  |                   | 17 stycznia 1864     | 1 marca 1864         | •                 | Partia Umiarkowana             |      |
| 35   | Alejandro Mon y Menéndez (1801–1882)          |                   | 1 marca 1864         | 16 września 1864     | •                 | Partia Umiarkowana             |      |
| (20) | Ramón María Narváez (1800–1868)               |                   | 16 września 1864     | 21 czerwca 1865      | 6                 | Partia Umiarkowana             |      |
| (32) | Leopoldo O'Donnell (1809–1867)                |                   | 21 czerwca 1865      | 10 lipca 1866        |                   | Unia Liberalna                 | 4    |
| (20) | Ramón María Narváez (1800–1868)               |                   | 10 lipca 1866        | 23 kwietnia 1868     |                   | Partia Umiarkowana             | 7    |
| (19) | Luis González Bravo (1811–1871)               |                   | 23 kwietnia 1868     | 19 września 1868     | 2                 | Partia Umiarkowana             |      |
| 36   | José Gutiérrez de la Concha (1809–1895)       |                   | 19 września 1868     | 30 września 1868     | •                 | Partia Umiarkowana             |      |
| −    | Pascual Madoz (1806–1870)                     |                   | 30 września 1868     | 3 października 1868  |                   | Partia Postępowa               |      |
| −    | Joaquín Aguirre de la Peña (1807–1869)        |                   | 3 października 1868  | 3 października 1868  |                   | Partia Postępowa               |      |
| 37   | Francisco Serrano (1810–1885)                 |                   | 3 października 1868  | 22 lutego 1869       |                   | Unia Liberalna                 | 1    |
| 37   | Francisco Serrano (1810–1885)                 | 22 lutego 1869    | 18 czerwca 1869      | 2                    |                   | Unia Liberalna                 |      |
| 38   | Juan Prim (1814–1870)                         |                   | 18 czerwca 1869      | 27 grudnia 1870      |                   | Partia Postępowa               | •    |
| −    | Juan Bautista Topete (1821–1885)              |                   | 27 grudnia 1870      | 4 stycznia 1871      |                   | Unia Liberalna                 | •    |
| (37) | Francisco Serrano (1810–1885)                 |                   | 4 stycznia 1871      | 24 lipca 1871        |                   | Unia Liberalna                 | 3    |
| 39   | Manuel Ruiz Zorrilla (1833–1895)              |                   | 24 lipca 1871        | 5 października 1871  |                   | Radykalna Partia Demokratyczna | 1    |
| 40   | José Malcampo (1828–1880)                     |                   | 5 października 1871  | 21 grudnia 1871      |                   | Partia Konstytucyjna           | •    |
| 41   | Práxedes Mateo Sagasta (1825–1903)            |                   | 12 grudnia 1871      | 20 lutego 1872       | 1                 | Partia Konstytucyjna           |      |
| 41   | Práxedes Mateo Sagasta (1825–1903)            | 20 lutego 1872    | 26 maja 1872         | 2                    |                   | Partia Konstytucyjna           |      |
| (37) | Francisco Serrano (1810–1885)                 |                   | 26 maja 1872         | 13 czerwca 1872      | 4                 | Partia Konstytucyjna           |      |
| (39) | Manuel Ruiz Zorrilla (1833–1895)              |                   | 13 czerwca 1872      | 11 lutego 1873       |                   | Radykalna Partia Demokratyczna | 2    |

## Pierwsza Republika Hiszpańska(1873-1874)
| #    | Imię i Nazwisko                           | Portret        | Kadencja        | Kadencja        | Partia polityczna | Partia polityczna                           | Rząd |
| #    | Imię i Nazwisko                           | Portret        | Od              | Do              | Partia polityczna | Partia polityczna                           | Rząd |
| ---- | ----------------------------------------- | -------------- | --------------- | --------------- | ----------------- | ------------------------------------------- | ---- |
| 42   | Estanislao Figueras (1819–1882)           |                | 12 lutego 1873  | 24 lutego 1873  |                   | Federalna Partia Demokratyczna Republikanów | 1    |
| 42   | Estanislao Figueras (1819–1882)           | 24 lutego 1873 | 7 czerwca 1873  | 2               |                   | Federalna Partia Demokratyczna Republikanów |      |
| 42   | Estanislao Figueras (1819–1882)           | 7 czerwca 1873 | 11 czerwca 1873 | 3               |                   | Federalna Partia Demokratyczna Republikanów |      |
| 43   | Francisco Pi y Margall (1824–1901)        |                | 11 czerwca 1873 | 18 lipca 1873   | •                 | Federalna Partia Demokratyczna Republikanów |      |
| 44   | Nicolás Salmerón (1838–1908)              |                | 18 lipca 1873   | 7 września 1873 | •                 | Federalna Partia Demokratyczna Republikanów |      |
| 45   | Emilio Castelar (1832–1899)               |                | 7 września 1873 | 3 stycznia 1874 | •                 | Federalna Partia Demokratyczna Republikanów |      |
| (37) | Francisco Serrano (1810–1885)             |                | 3 stycznia 1874 | 26 lutego 1874  |                   | Partia Konstytucyjna                        | 5    |
| 46   | Juan de Zavala y de la Puente (1804–1879) |                | 26 lutego 1874  | 3 września 1874 | •                 | Partia Konstytucyjna                        |      |
| (41) | Práxedes Mateo Sagasta (1825–1903)        |                | 3 września 1874 | 30 grudnia 1874 | 3                 | Partia Konstytucyjna                        |      |

## Królestwo Hiszpanii (1874–1931)
- tymczasowo

| #    | Imię i Nazwisko                           | Portret              | Kadencja             | Kadencja             | Partia polityczna            | Partia polityczna              | Rząd |
| #    | Imię i Nazwisko                           | Portret              | Od                   | Do                   | Partia polityczna            | Partia polityczna              | Rząd |
| ---- | ----------------------------------------- | -------------------- | -------------------- | -------------------- | ---------------------------- | ------------------------------ | ---- |
| 47   | Antonio Cánovas del Castillo (1828–1897)  |                      | 31 grudnia 1874      | 9 stycznia 1875      |                              | Partia Liberalno-Konserwatywna | 1    |
| 47   | Antonio Cánovas del Castillo (1828–1897)  | 9 stycznia 1875      | 12 września 1875     | 2                    |                              | Partia Liberalno-Konserwatywna |      |
| 48   | Joaquín Jovellar Soler (1819–1892)        |                      | 12 września 1875     | 2 grudnia 1875       | •                            | Partia Liberalno-Konserwatywna |      |
| (47) | Antonio Cánovas del Castillo (1828–1897)  |                      | 2 grudnia 1875       | 7 marca 1879         | 3                            | Partia Liberalno-Konserwatywna |      |
| 49   | Arsenio Martínez Campos (1831–1900)       |                      | 7 marca 1879         | 9 grudnia 1879       | •                            | Partia Liberalno-Konserwatywna |      |
| (47) | Antonio Cánovas del Castillo (1828–1897)  |                      | 9 grudnia 1879       | 8 lutego 1881        | 4                            | Partia Liberalno-Konserwatywna |      |
| (41) | Práxedes Mateo Sagasta (1825–1903)        |                      | 8 lutego 1881        | 13 października 1883 |                              | Partia Liberalna               | 4    |
| 50   | José Posada Herrera (1814–1885)           |                      | 13 października 1883 | 18 stycznia 1884     |                              | Dynastyczna Lewica             | •    |
| (47) | Antonio Cánovas del Castillo (1828–1897)  |                      | 18 stycznia 1884     | 27 listopada 1885    |                              | Partia Liberalno-Konserwatywna | 5    |
| (41) | Práxedes Mateo Sagasta (1825–1903)        |                      | 27 listopada 1885    | 14 czerwca 1888      |                              | Partia Liberalna               | 5    |
| (41) | Práxedes Mateo Sagasta (1825–1903)        | 14 czerwca 1888      | 11 grudnia 1888      | 6                    |                              | Partia Liberalna               |      |
| (41) | Práxedes Mateo Sagasta (1825–1903)        | 11 grudnia 1888      | 21 stycznia 1890     | 7                    |                              | Partia Liberalna               |      |
| (41) | Práxedes Mateo Sagasta (1825–1903)        | 21 stycznia 1890     | 5 lipca 1890         | 8                    |                              | Partia Liberalna               |      |
| (47) | Antonio Cánovas del Castillo (1828–1897)  |                      | 5 lipca 1890         | 23 listopada 1891    |                              | Partia Liberalno-Konserwatywna | 6    |
| (47) | Antonio Cánovas del Castillo (1828–1897)  | 23 listopada 1891    | 11 grudnia 1892      | 7                    |                              | Partia Liberalno-Konserwatywna |      |
| (41) | Práxedes Mateo Sagasta (1825–1903)        |                      | 11 grudnia 1892      | 12 marca 1894        |                              | Partia Liberalna               | 9    |
| (41) | Práxedes Mateo Sagasta (1825–1903)        | 12 marca 1894        | 4 listopada 1894     | 10                   |                              | Partia Liberalna               |      |
| (41) | Práxedes Mateo Sagasta (1825–1903)        | 4 listopada 1894     | 23 marca 1895        | 11                   |                              | Partia Liberalna               |      |
| (47) | Antonio Cánovas del Castillo (1828–1897)  |                      | 23 marca 1895        | 8 sierpnia 1897      |                              | Partia Liberalno-Konserwatywna | 8    |
| 51   | Marcelo Azcárraga Palmero (1832–1915)     |                      | 8 sierpnia 1897      | 21 sierpnia 1897     |                              | Partia Liberalno-Konserwatywna | 8    |
| 51   | Marcelo Azcárraga Palmero (1832–1915)     | 21 sierpnia 1897     | 4 października 1897  | •                    |                              | Partia Liberalno-Konserwatywna |      |
| (41) | Práxedes Mateo Sagasta (1825–1903)        |                      | 4 października 1897  | 18 maja 1898         |                              | Partia Liberalna               | 12   |
| (41) | Práxedes Mateo Sagasta (1825–1903)        | 18 maja 1898         | 4 marca 1899         | 13                   |                              | Partia Liberalna               |      |
| 52   | Francisco Silvela (1843–1905)             |                      | 4 marca 1899         | 18 kwietnia 1900     |                              | Partia Liberalno-Konserwatywna | 1    |
| 52   | Francisco Silvela (1843–1905)             | 18 kwietnia 1900     | 23 października 1900 | 2                    |                              | Partia Liberalno-Konserwatywna |      |
| (51) | Marcelo Azcárraga (1832–1915)             |                      | 23 października 1900 | 6 marca 1901         | 2                            | Partia Liberalno-Konserwatywna |      |
| (41) | Práxedes Mateo Sagasta (1825–1903)        |                      | 6 marca 1901         | 19 marca 1902        |                              | Partia Liberalna               | 14   |
| (41) | Práxedes Mateo Sagasta (1825–1903)        | 19 marca 1902        | 17 maja 1902         | 15                   |                              | Partia Liberalna               |      |
| (41) | Práxedes Mateo Sagasta (1825–1903)        | 17 maja 1902         | 15 listopada 1902    | 16                   |                              | Partia Liberalna               |      |
| (41) | Práxedes Mateo Sagasta (1825–1903)        | 15 listopada 1902    | 6 grudnia 1902       | 17                   |                              | Partia Liberalna               |      |
| (52) | Francisco Silvela (1843–1905)             |                      | 6 grudnia 1902       | 20 lipca 1903        |                              | Partia Liberalno-Konserwatywna | 3    |
| 53   | Raimundo Fernández-Villaverde (1848–1905) |                      | 20 lipca 1903        | 5 grudnia 1903       | 1                            | Partia Liberalno-Konserwatywna |      |
| 54   | Antonio Maura (1853–1925)                 |                      | 5 grudnia 1903       | 16 grudnia 1904      | 1                            | Partia Liberalno-Konserwatywna |      |
| (51) | Marcelo Azcárraga (1832–1915)             |                      | 16 grudnia 1904      | 27 stycznia 1905     | 3                            | Partia Liberalno-Konserwatywna |      |
| (53) | Raimundo Fernández-Villaverde (1848–1905) |                      | 27 stycznia 1905     | 23 czerwca 1905      | 2                            | Partia Liberalno-Konserwatywna |      |
| 55   | Eugenio Montero Ríos (1832–1914)          |                      | 23 czerwca 1905      | 31 października 1905 |                              | Partia Liberalna               | 1    |
| 55   | Eugenio Montero Ríos (1832–1914)          | 31 października 1905 | 1 grudnia 1905       | 2                    |                              | Partia Liberalna               |      |
| 56   | Segismundo Moret (1833–1913)              |                      | 1 grudnia 1905       | 6 lipca 1906         | 1                            | Partia Liberalna               |      |
| 57   | José López Domínguez (1829–1911)          |                      | 6 lipca 1906         | 30 listopada 1906    | •                            | Partia Liberalna               |      |
| (56) | Segismundo Moret (1833–1913)              |                      | 30 listopada 1906    | 4 grudnia 1906       | 2                            | Partia Liberalna               |      |
| 58   | Antonio Aguilar y Correa (1824–1908)      |                      | 4 grudnia 1906       | 25 stycznia 1907     | •                            | Partia Liberalna               |      |
| (54) | Antonio Maura (1853–1925)                 |                      | 25 stycznia 1907     | 21 października 1909 |                              | Partia Liberalno-Konserwatywna | 2    |
| (56) | Segismundo Moret (1833–1913)              |                      | 21 października 1909 | 9 lutego 1910        |                              | Partia Liberalna               | 3    |
| 59   | José Canalejas (1854–1912)                |                      | 9 lutego 1910        | 2 stycznia 1911      | 1                            | Partia Liberalna               |      |
| 59   | José Canalejas (1854–1912)                | 2 stycznia 1911      | 3 kwietnia 1911      | 2                    |                              | Partia Liberalna               |      |
| 59   | José Canalejas (1854–1912)                | 3 kwietnia 1911      | 12 listopada 1911    | 3                    |                              | Partia Liberalna               |      |
| −    | Manuel García-Prieto (1859 – 1938)        |                      | 12 listopada 1912    | 3                    | 14 listopada 1912            | Partia Liberalna               |      |
| 60   | Álvaro de Figueroa (1863–1950)            |                      | 14 listopada 1912    | 31 grudnia 1912      | 1                            | Partia Liberalna               |      |
| 60   | Álvaro de Figueroa (1863–1950)            | 31 grudnia 1912      | 27 października 1913 | 2                    |                              | Partia Liberalna               |      |
| 61   | Eduardo Dato (1856–1921)                  |                      | 27 października 1913 | 9 grudnia 1915       |                              | Partia Liberalno-Konserwatywna | 1    |
| (60) | Álvaro de Figueroa (1863–1950)            |                      | 9 grudnia 1915       | 19 kwietnia 1917     |                              | Partia Liberalna               | 3    |
| 62   | Manuel García-Prieto (1859–1938)          |                      | 19 kwietnia 1917     | 11 czerwca 1917      |                              | Partia Liberalno-Demokratyczna | 1    |
| (61) | Eduardo Dato (1856–1921)                  |                      | 11 czerwca 1917      | 3 listopada 1917     |                              | Partia Liberalno-Konserwatywna | 2    |
| (62) | Manuel García-Prieto (1859–1938)          |                      | 3 listopada 1917     | 22 marca 1918        |                              | Partia Liberalno-Demokratyczna | 2    |
| (54) | Antonio Maura (1853–1925)                 |                      | 22 marca 1918        | 9 listopada 1918     |                              | Partia Liberalno-Konserwatywna | 3    |
| (62) | Manuel García-Prieto (1859–1938)          |                      | 9 listopada 1918     | 5 grudnia 1918       |                              | Partia Liberalno-Demokratyczna | 3    |
| (60) | Álvaro de Figueroa (1863–1950)            |                      | 5 grudnia 1918       | 15 kwietnia 1919     |                              | Partia Liberalna               | 4    |
| (54) | Antonio Maura (1853–1925)                 |                      | 15 kwietnia 1919     | 20 lipca 1919        |                              | Partia Liberalno-Konserwatywna | 4    |
| 63   | Joaquín Sánchez (1852–1942)               |                      | 20 lipca 1919        | 12 grudnia 1919      | •                            | Partia Liberalno-Konserwatywna |      |
| 64   | Manuel Allendesalazar (1856–1923)         |                      | 12 grudnia 1919      | 5 maja 1920          | 1                            | Partia Liberalno-Konserwatywna |      |
| (61) | Eduardo Dato (1856–1921)                  |                      | 5 maja 1920          | 8 marca 1921         | 3                            | Partia Liberalno-Konserwatywna |      |
| −    | Gabino Bugallal (1861–1932)               |                      | 8 marca 1921         | 13 marca 1921        | 3                            | Partia Liberalno-Konserwatywna |      |
| (64) | Manuel Allendesalazar (1856–1923)         |                      | 13 marca 1921        | 14 sierpnia 1921     | 2                            | Partia Liberalno-Konserwatywna |      |
| (54) | Antonio Maura (1853–1925)                 |                      | 14 sierpnia 1921     | 8 marca 1922         |                              | Partia Mauristów               | 5    |
| 65   | José Sánchez-Guerra (1859–1935)           |                      | 8 marca 1922         | 7 grudnia 1922       |                              | Partia Liberalno-Konserwatywna | •    |
| (62) | Manuel García-Prieto (1859–1938)          |                      | 7 grudnia 1922       | 15 września 1923     |                              | Partia Liberalno-Demokratyczna | 4    |
| 66   | Miguel Primo de Rivera (1870–1930)        |                      | 15 września 1923     | 3 grudnia 1925       |                              | wojskowy                       | 1    |
| 66   | Miguel Primo de Rivera (1870–1930)        | 3 grudnia 1925       | 30 stycznia 1930     |                      | Hiszpańska Unia Patriotyczna | 2                              |      |
| 67   | Dámaso Berenguer (1873–1953)              |                      | 30 stycznia 1930     | 18 lutego 1931       |                              | wojskowy                       | •    |
| 68   | Juan Bautista Aznar-Cabañas (1860–1933)   |                      | 18 lutego 1931       | 14 kwietnia 1931     | •                            | wojskowy                       |      |

## Druga Republika Hiszpańska(1931–1939)
- tymczasowo

| #    | Imię i Nazwisko                            | Portret              | Kadencja             | Kadencja             | Partia polityczna | Partia polityczna | Rząd |
| #    | Imię i Nazwisko                            | Portret              | Od                   | Do                   | Partia polityczna | Partia polityczna | Rząd |
| ---- | ------------------------------------------ | -------------------- | -------------------- | -------------------- | ----------------- | ----------------- | ---- |
| 69   | Niceto Alcalá-Zamora (1877–1949)           |                      | 14 kwietnia 1931     | 14 października 1931 |                   | PRP               | •    |
| 70   | Manuel Azaña (1880–1940)                   |                      | 14 października 1931 | 16 grudnia 1931      |                   | AR                | 1    |
| 70   | Manuel Azaña (1880–1940)                   | 16 grudnia 1931      | 12 czerwca 1933      | 2                    |                   | AR                |      |
| 70   | Manuel Azaña (1880–1940)                   | 12 czerwca 1933      | 12 września 1933     | 3                    |                   | AR                |      |
| 71   | Alejandro Lerroux (1864–1949)              |                      | 12 września 1933     | 8 października 1933  |                   | PRR               | 1    |
| 72   | Diego Martínez Barrio (1883–1962)          |                      | 8 października 1933  | 16 grudnia 1933      | 1                 | PRR               |      |
| (71) | Alejandro Lerroux (1864–1949)              |                      | 16 grudnia 1933      | 3 marca 1934         | 2                 | PRR               |      |
| (71) | Alejandro Lerroux (1864–1949)              | 3 marca 1934         | 28 kwietnia 1934     | 3                    |                   | PRR               |      |
| 73   | Ricardo Samper (1881–1938)                 |                      | 28 kwietnia 1934     | 4 października 1934  | •                 | PRR               |      |
| (71) | Alejandro Lerroux (1864–1949)              |                      | 4 października 1934  | 3 kwietnia 1935      | 4                 | PRR               |      |
| (71) | Alejandro Lerroux (1864–1949)              | 3 kwietnia 1935      | 6 maja 1935          | 5                    |                   | PRR               |      |
| (71) | Alejandro Lerroux (1864–1949)              | 6 maja 1935          | 25 września 1935     | 6                    |                   | PRR               |      |
| 74   | Joaquín Chapaprieta Torregrosa (1871–1951) |                      | 25 września 1935     | 29 października 1935 |                   | Bezpartyjny       | 1    |
| 74   | Joaquín Chapaprieta Torregrosa (1871–1951) | 29 października 1935 | 14 grudnia 1935      | 2                    |                   | Bezpartyjny       |      |
| 75   | Manuel Portela Valladares (1867–1952)      |                      | 14 grudnia 1935      | 30 grudnia 1935      | 1                 | Bezpartyjny       |      |
| 75   | Manuel Portela Valladares (1867–1952)      | 30 grudnia 1935      | 19 lutego 1936       |                      | PCD               | 2                 |      |
| (70) | Manuel Azaña (1880–1940)                   |                      | 19 lutego 1936       | 7 kwietnia 1936      |                   | IR                | 4    |
| (70) | Manuel Azaña (1880–1940)                   | 7 kwietnia 1936      | 10 maja 1936         | 5                    |                   | IR                |      |
| −    | Augusto Barcía Trelles (1881–1961)         |                      | 10 maja 1936         | 5                    | 13 maja 1936      | IR                |      |
| 76   | Santiago Casares Quiroga (1884–1950)       |                      | 13 maja 1936         | 19 lipca 1936        | •                 | IR                |      |
| (72) | Diego Martínez Barrio (1883–1962)          |                      | 19 lipca 1936        | 19 lipca 1936        |                   | UR                | 2    |
| 77   | José Giral (1883–1962)                     |                      | 19 lipca 1936        | 4 września 1936      |                   | IR                | 1    |
| 78   | Francisco Largo Caballero (1869–1946)      |                      | 4 września 1936      | 4 listopada 1936     |                   | PSOE              | 1    |
| 78   | Francisco Largo Caballero (1869–1946)      | 4 listopada 1936     | 17 maja 1937         | 2                    |                   | PSOE              |      |
| 79   | Juan Negrín (1892–1956)                    |                      | 17 maja 1937         | 5 kwietnia 1938      | 1                 | PSOE              |      |
| 79   | Juan Negrín (1892–1956)                    | 5 kwietnia 1938      | 5 marca 1939         | 2                    |                   | PSOE              |      |
| 80   | José Miaja (1878–1958)                     |                      | 5 marca 1939         | 28 marca 1939        |                   | wojskowy          | •    |

## Druga Republika – władze emigracyjne (1939-1977)
| #    | Imię i Nazwisko                      | Portret | Kadencja         | Kadencja         | Partia polityczna | Partia polityczna | Rząd |
| #    | Imię i Nazwisko                      | Portret | Od               | Do               | Partia polityczna | Partia polityczna | Rząd |
| ---- | ------------------------------------ | ------- | ---------------- | ---------------- | ----------------- | ----------------- | ---- |
| (79) | Juan Negrín (1892 – 1956)            |         | 31 marca 1939    | 17 sierpnia 1945 |                   | PSOE              | 3    |
| (77) | José Giral (1879–1962)               |         | 17 sierpnia 1945 | 9 lutego 1947    |                   | IR                | 2    |
| 81   | Rodolfo Llopis (1895–1983)           |         | 9 lutego 1947    | 8 sierpnia 1947  |                   | PSOE              | •    |
| 82   | Álvaro de Albornoz (1879–1954)       |         | 8 sierpnia 1947  | 13 sierpnia 1951 |                   | IR                | •    |
| 83   | Félix Gordón (1885–1973)             |         | 13 sierpnia 1951 | 9 maja 1960      |                   | UR/ARDE           | •    |
| 84   | Emilio Herrera (1879–1967)           |         | 9 maja 1960      | 28 lutego 1962   |                   | Bezpartyjny       | •    |
| 85   | Claudio Sánchez-Albornoz (1893–1984) |         | 28 lutego 1962   | 28 lutego 1971   |                   | ARDE              | •    |
| 86   | Fernando Valera (1899–1982)          |         | 28 lutego 1971   | 21 czerwca 1977  | •                 | ARDE              |      |

## Państwo Hiszpańskie(1936–1975)
- tymczasowo

| #  | Imię i Nazwisko                        | Portret              | Kadencja             | Kadencja            | Partia polityczna | Partia polityczna | Rząd    |
| #  | Imię i Nazwisko                        | Portret              | Od                   | Do                  | Partia polityczna | Partia polityczna | Rząd    |
| -- | -------------------------------------- | -------------------- | -------------------- | ------------------- | ----------------- | ----------------- | ------- |
| 87 | Miguel Cabanellas (1872–1938)          |                      | 24 lipca 1936        | 1 października 1936 |                   | wojskowy          | •       |
| 88 | Fidel Dávila Arrondo (1878–1962)       |                      | 3 października 1936  | 3 czerwca 1937      | •                 | wojskowy          |         |
| 89 | Francisco Gómez-Jordana (1876–1944)    |                      | 3 czerwca 1937       | 31 stycznia 1938    | •                 | wojskowy          |         |
| 90 | Francisco Franco (1892–1975)           |                      | 31 stycznia 1938     | 9 sierpnia 1939     | 1                 | wojskowy          |         |
| 90 | Francisco Franco (1892–1975)           | 9 sierpnia 1939      | 1941                 | 2                   |                   | wojskowy          |         |
| 90 | Francisco Franco (1892–1975)           | 1941                 | 1942                 | 3                   |                   | wojskowy          |         |
| 90 | Francisco Franco (1892–1975)           | 1942                 | 18 lipca 1945        | 4                   |                   | wojskowy          |         |
| 90 | Francisco Franco (1892–1975)           | 18 lipca 1945        | 18 lipca 1951        | 5                   |                   | wojskowy          |         |
| 90 | Francisco Franco (1892–1975)           | 18 lipca 1951        | 16 lutego 1956       | 6                   |                   | wojskowy          |         |
| 90 | Francisco Franco (1892–1975)           | 16 lutego 1956       | 25 lutego 1957       | 7                   |                   | wojskowy          |         |
| 90 | Francisco Franco (1892–1975)           | 25 lutego 1957       | 10 lipca 1962        | 8                   |                   | wojskowy          |         |
| 90 | Francisco Franco (1892–1975)           | 10 lipca 1962        | 7 lipca 1965         | 9                   |                   | wojskowy          |         |
| 90 | Francisco Franco (1892–1975)           | 7 lipca 1965         | 22 lipca 1967        | 10                  |                   | wojskowy          |         |
| 90 | Francisco Franco (1892–1975)           | 22 lipca 1967        | 29 października 1969 | 11                  |                   | wojskowy          |         |
| 90 | Francisco Franco (1892–1975)           | 29 października 1969 | 8 czerwca 1973       | 12                  |                   | wojskowy          |         |
| 91 | Luis Carrero Blanco (1904–1973)        |                      | 9 czerwca 1973       | 20 grudnia 1973     | •                 | wojskowy          |         |
| –  | Torcuato Fernández-Miranda (1915–1980) |                      | 20 grudnia 1973      | 31 grudnia 1973     | •                 |                   | Falanga |
| 92 | Carlos Arias Navarro (1908–1989)       |                      | 31 grudnia 1973      | 5 grudnia 1975      |                   | Falanga           | 1       |

## Królestwo Hiszpanii(od 1975)
- tymczasowo

| #    | Imię i Nazwisko                         | Portret              | Kadencja          | Kadencja             | Partia polityczna            | Partia polityczna | Rząd |
| #    | Imię i Nazwisko                         | Portret              | Od                | Do                   | Partia polityczna            | Partia polityczna | Rząd |
| ---- | --------------------------------------- | -------------------- | ----------------- | -------------------- | ---------------------------- | ----------------- | ---- |
| (92) | Carlos Arias Navarro (1908–1989)        |                      | 5 grudnia 1975    | 1 lipca 1976         |                              | Falanga           | 2    |
| −    | Fernando de Santiago (1910–1994)        |                      | 1 lipca 1976      | 3 lipca 1976         |                              | wojskowy          | 2    |
| 93   | Adolfo Suárez (1932–2014)               |                      | 3 lipca 1976      | 17 czerwca 1977      |                              | Falanga           | 1    |
| 93   | Adolfo Suárez (1932–2014)               | 17 czerwca 1977      | 2 kwietnia 1979   |                      | Unia Demokratycznego Centrum | 2                 |      |
| 93   | Adolfo Suárez (1932–2014)               | 6 kwietnia 1979      | 26 lutego 1981    | 3                    | Unia Demokratycznego Centrum |                   |      |
| 94   | Leopoldo Calvo-Sotelo (1926–2008)       |                      | 26 lutego 1981    | 2 grudnia 1982       | Unia Demokratycznego Centrum | •                 |      |
| 95   | Felipe González (ur. 1942)              |                      | 2 grudnia 1982    | 24 lipca 1986        |                              | PSOE              | 1    |
| 95   | Felipe González (ur. 1942)              | 24 lipca 1986        | 6 grudnia 1989    | 2                    |                              | PSOE              |      |
| 95   | Felipe González (ur. 1942)              | 6 grudnia 1989       | 14 lipca 1993     | 3                    |                              | PSOE              |      |
| 95   | Felipe González (ur. 1942)              | 14 lipca 1993        | 5 maja 1996       | 4                    |                              | PSOE              |      |
| 96   | José María Aznar (ur. 1953)             |                      | 5 maja 1996       | 27 kwietnia 2000     |                              | PP                | 1    |
| 96   | José María Aznar (ur. 1953)             | 27 kwietnia 2000     | 17 kwietnia 2004  | 2                    |                              | PP                |      |
| 97   | José Luis Rodríguez Zapatero (ur. 1960) |                      | 17 kwietnia 2004  | 12 kwietnia 2008     |                              | PSOE              | 1    |
| 97   | José Luis Rodríguez Zapatero (ur. 1960) | 12 kwietnia 2008     | 21 grudnia 2011   | 2                    |                              | PSOE              |      |
| 98   | Mariano Rajoy (ur. 1955)                |                      | 21 grudnia 2011   | 31 października 2016 |                              | PP                | 1    |
| 98   | Mariano Rajoy (ur. 1955)                | 31 października 2016 | 1 czerwca 2018    | 2                    |                              | PP                |      |
| 99   | Pedro Sánchez (ur. 1972)                |                      | 2 czerwca 2018    | 8 stycznia 2020      |                              | PSOE              | 1    |
| 99   | Pedro Sánchez (ur. 1972)                | 8 stycznia 2020      | 21 listopada 2023 | 2                    |                              | PSOE              |      |
| 99   | Pedro Sánchez (ur. 1972)                | 21 listopada 2023    | nadal pełni       | 3                    |                              | PSOE              |      |